# Уктус (станция)
Укту́с — железнодорожная станция в Екатеринбурге. Расположена на линии Екатеринбург – Челябинск. Входит в Екатеринбургский центр организации работы железнодорожных станций ДЦС-2 Свердловской дирекции управления движением. По характеру работы является грузовой, по объёму работы отнесена к 3 классу.

## Инфраструктура
Станция находится в Чкаловском административном районе Екатеринбурга в промзоне района Уктус. Основные станционные здания и вокзал расположены со стороны улицы Самолётной, проходящей параллельно ж.д. линии. В здании вокзала имеется зал ожидания, билетные кассы отсутствуют. Приём пассажирских поездов осуществляется на ближайший к вокзалу 1-й путь станции, вдоль которого расположена низкая пассажирская платформа. В 2005 году в рамках проекта «Городская электричка» 1-й путь станции был электрифицирован для приёма электропоездов.
К станции примыкает значительное число подъездных путей расположенных поблизости промышленных предприятий: Уральского завода резиновых технических изделий (РТИ), Уральского шинного завода («Уралшина»), Екатеринбургского жиркомбината, Вторчермет НЛМК Урал и др., а также дезпромстанции Свердловской ж.д.

## Пассажирское движение
На станции останавливаются электропоезда, курсирующие по маршруту городской электрички, а также пригородные поезда, следующие из Екатеринбурга на Верхний Уфалей (2 пары), Полевской (1 пара в летнее время) и обратно.

## Фотографии

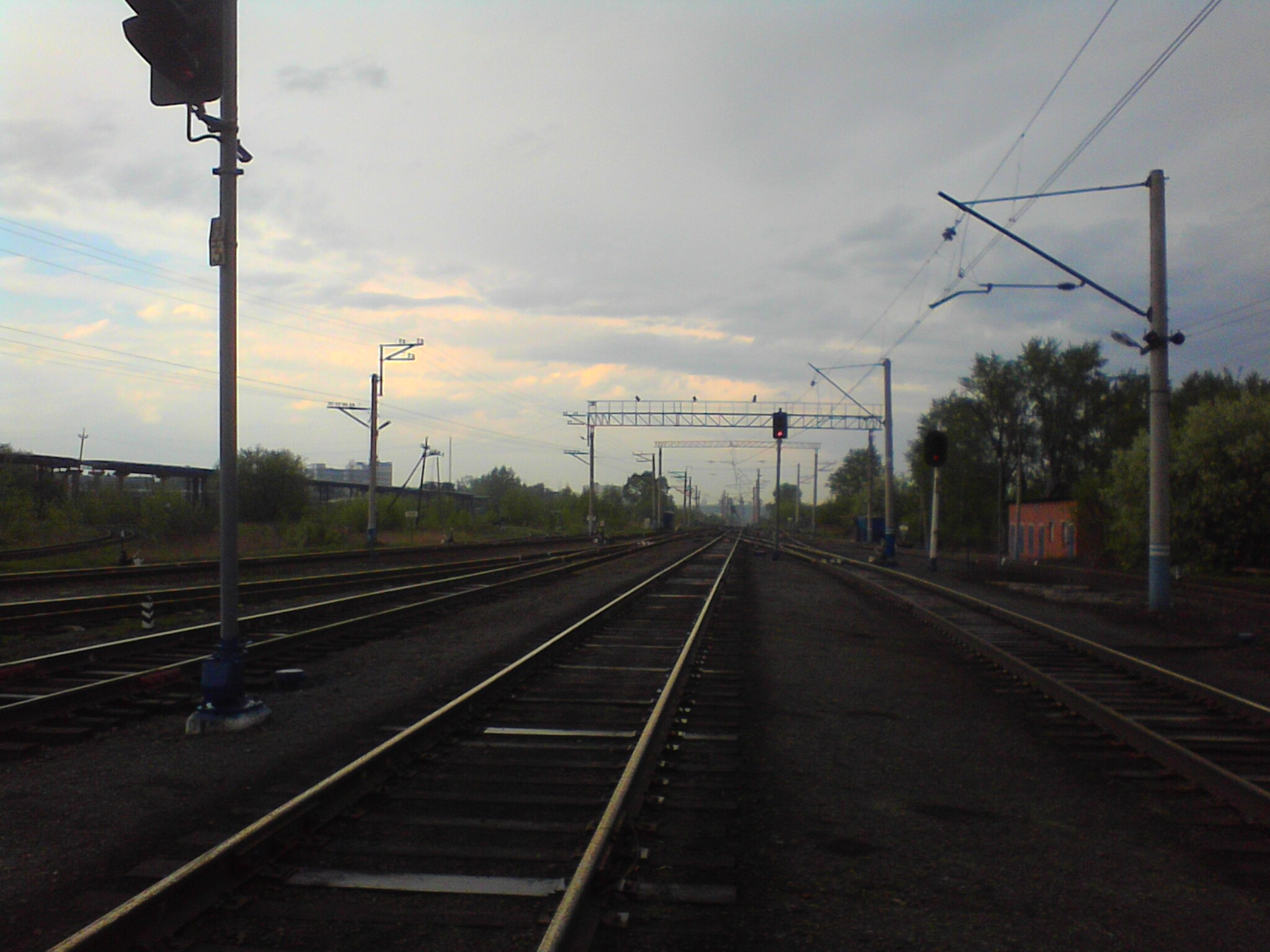
Вид в сторону центра города
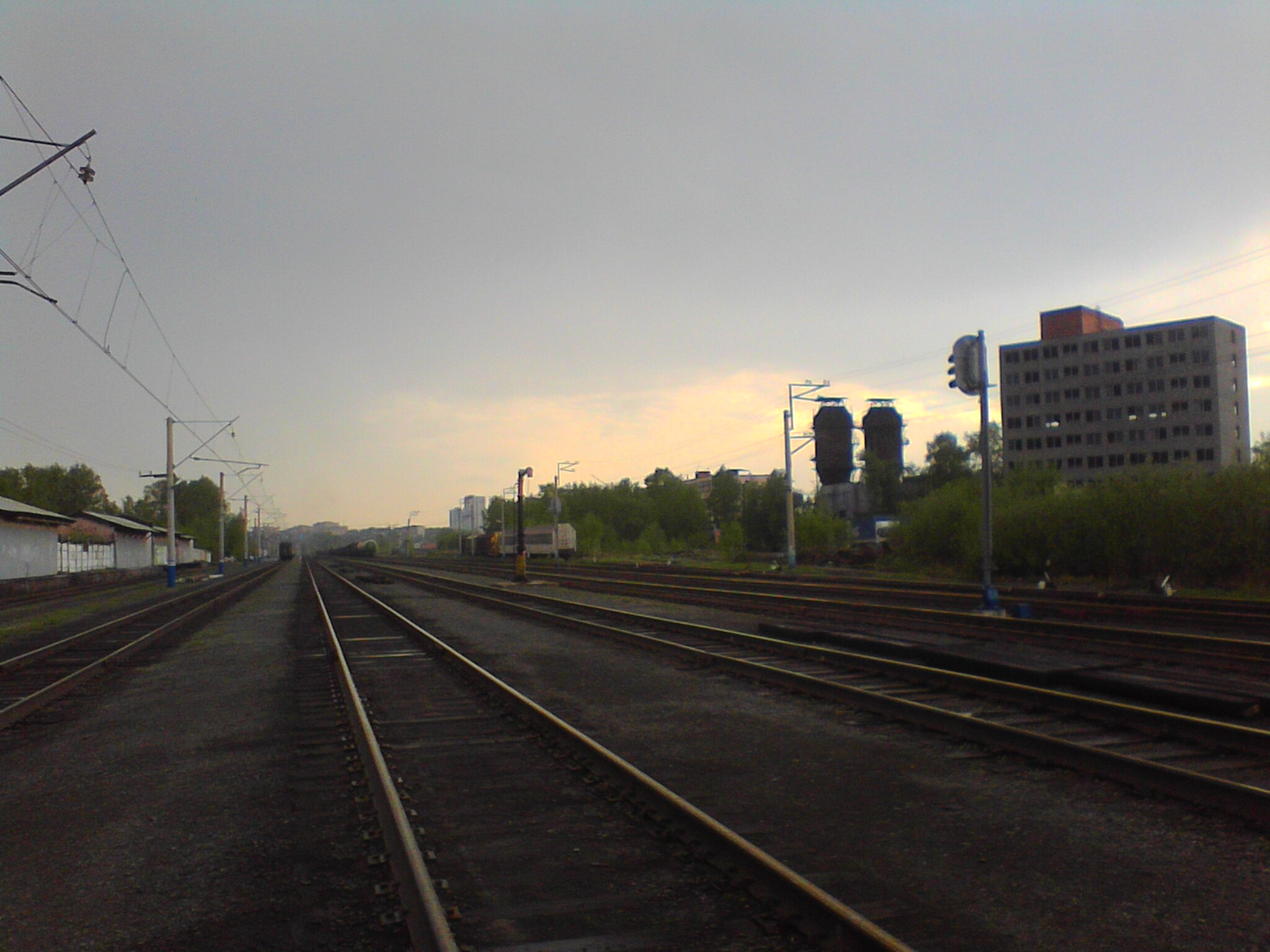
Вид в сторону области